# الأبدية لحظة حب
الأبدية لحظة حب، مجموعة شعرية من مؤلفات الشاعرة والكاتبة العربية السورية غادة السمان، صدرت في عام 1999، عن منشورات غادة السمان في بيروت، لبنان.